# Les Faures
Les Faures est un hameau de France situé en Isère, sur la commune de Valjouffrey composée des autres villages et hameaux de la Chalp — qui abrite la mairie —, Valsenestre, le Désert en Valjouffrey et la Chapelle en Valjouffrey.
Le village est implanté à la confluence de la Bonne et du ruisseau de Malentraz, à 1 060 mètres d'altitude, dans le massif des Écrins.